# Ochrodota marina
Ochrodota marina är en fjärilsart som beskrevs av William Schaus 1910. Ochrodota marina ingår i släktet Ochrodota och familjen björnspinnare. Inga underarter finns listade i Catalogue of Life.